# 钻叶风毛菊
钻叶风毛菊（学名：Saussurea subulata）为菊科风毛菊属的植物。分布于印度以及中国大陆的西藏、新疆、青海等地，生长于海拔4,600米至5,250米的地区，一般生于盐碱湿地、河谷砾石地、河谷湿地、草甸、山坡草地和湖边湿地，目前尚未由人工引种栽培。